# Martin Roddy
Martin Roddy (* 9. Dezember 1883 in Kilmacowen, County Sligo, Irland; † 8. Januar 1948 in Sligo) war ein irischer Politiker der Cumann na nGaedheal  und der Fine Gael.

## Biografie
Martin Roddy kam 1883 als ältestes Kind von vermutlich sechs des Farmers Patrick Roddy und seiner Frau Jane O’Hara zur Welt. Auch sein Bruder Joseph Roddy war als Politiker Unterhausabgeordneter. 
Martin Roddy trat in britisch Dienste und arbeitete in London. Dort war er ehrenamtlich in der Gaelic League tätig.
1920 wurde er in den Sligo Rural District Council gewählt und war von 1921 bis 1948 Mitglied des Sligo County Council.
Er gehörte zu den Befürwortern des Anglo-Irischen Vertrags (Pro-Treaty).  Als er 1923 im Wahlkreis Leitrim–Sligo zur Wahl antrat wurde er noch von einem Kandidaten der Bauernpartei besiegt. Bei Nachwahlen 1925 wegen des Rücktritts von Alexander McCabe gelang es ihm, für die Cumann na nGaedheal zum Abgeordneten (Teachta Dála) des irischen Unterhauses (Dáil Éireann) gewählt zu werden. Bei den weiteren Wahlen 1927, 1932 und 1933 konnte er sein Mandat jeweils verteidigen. 1937 trat er erfolgreich für den Wahlkreis Sligo, dieses Mal für die Fine Gael, an. Als 1938 erneut gewählt werden musste, verlor er sein Mandat. Erst 1948 gewann er im Wahlkreis Sligo–Leitrim erneut ein Mandat, das er bis zu den Wahlen 1957 verteidigen konnte. Er wechselte dann in den 9. Seanad Éireann. 
Martin Roddy wurde von William Thomas Cosgrave am 21. September 1927 Parlamentarischer Sekretär für Fischerei beim Landwirtschaftsminister und bekleidete diese Position bis zum Ende der Regierung W. T. Cosgrave VI am 9. März 1932.
1933 erwarb er die Zeitungen The Sligo Champion und People's Press. Neben der Herausgeberfunktion war er bis zu seinem Tod als Chefredakteur tätig. 